# Jade (voornaam)
Jade is een voornaam, vooral populair in de angelsaksische wereld voor zowel jongens als meisjes. De naam is afgeleid van de edelsteen jade.
- Jade C. Bell, Canadese acteur
- Jade Dernbach, Zuid-Afrikaanse cricketspeler
- Jade Edmistone, Australische zwemmer
- Jade Ewen, Britse zangeres en actrice
- Jade Gatt, Australisch acteur
- Jade Goody (1981-2009), Britse reality-ster
- Jade Hsu, Amerikaanse pornoactrice
- Jade Jagger, dochter van Mick Jagger, Brits-Frans juweelontwerpster, interieurontwerpster en voormalig model
- Jade Johnson, Engelse atlete
- Jade Jones, Britse zanger
- Jade Kindar-Martin, Amerikaanse circusartiest
- Jade Kwan, Chinese zangeres
- Jade Marcela, Amerikaanse zangeres
- Jade MacRae, Australische zangeres
- Jade Mintjens, Belgische actrice, zangeres en comédienne
- Jade North, Australische voetbalspeler
- Jade Olieberg, Nederlands actrice
- Jade Raymond, Canadese tv-persoonlijkheid
- Jade Rawlings, Australische Australian football-speler
- Jade Rodan, Amerikaans model
- Jade Sharif, Britse actrice
- Jade Villalon, Amerikaanse zangeres van de band Sweetbox
- Jade Snow Wong, Amerikaanse keramist